# Jaime Carmona
Jaime Gilberto Carmona Adanaque (Motupe, 23 de febrero de 1991-Independencia, 11 de junio de 2024), conocido también por su apelativo el Tayta o también como el Tayta de la Cumbia, fue un cantante peruano, fundador y vocalista principal de su banda musical Los Taytas, desempeñándose en la cumbia peruana, logrando ganar popularidad durante inicios de los años 2020. 

## Biografía

### Primeros años e inicios
Nació el 23 de febrero de 1991 en Motupe, ciudad de la provincia de Lambayeque; bajo el nombre completo de Jaime Gilberto Carmona Adanaque. Tras mudarse a la capital Lima, Carmona comenzó su carrera artística a la edad de dieciséis años, formando parte de agrupaciones musicales de salsa y posteriormente, cambia de género a la cumbia peruana. Durante los años 2000, se integró a las filas de la Orquesta Mangú y en la década siguiente, de las bandas Los Villacorta y Clase Nova. A lo paralelo con su carrera musical, Carmona se dedicó al oficio de cocinero de un restaurante de comida rápida.

### Los Claveles de la Cumbia y etapa solista
Pero fue hasta el año 2017, cuando le llegaría la oportunidad de conformar la banda musical Los Claveles de la Cumbia, manteniéndose hasta su renuncia en 2019, cuando anunciaría su etapa como solista; sin embargo, se ha postergado su estreno debido al estado de emergencia por la pandemia de COVID-19 en Perú. Durante su etapa con el conjunto, logró ganar reconocimiento por interpretar la versión cumbia de la canción «Evidencias», alcanzando asi al estrellato.
En el año 2022 funda su agrupación de cumbia peruana Los Taytas, desempeñándose como vocalista y figura principal de la orquesta, además de comenzar a utilizar el apelativo del Tayta de la Cumbia. Como solista, Carmona fue intérprete de la canción «Le hace falta un beso» y el recopilatorio «Homenaje a Juan Gabriel». Además de ello, se lanzó un videoclip de éste primero, contando con la presencia de la exvoleibolista Rocío Miranda como protagonista de su lanzamiento.
En el año 2023, Carmona lanza los nuevos sencillos Por ella y No llores corazón manteniéndose en la cumbia peruana, y concursa en el reality show de canto La voz Perú de Latina Televisión, asumiendo el rol de participante del Equipo Mauricio, de la mano del también cantante Mauricio Mesones, por un breve tiempo. Adicionalmente, se incursionó en el emprendimiento como dueño de los restobares locales El Norteñito y Barcelona en la capital Lima.
Carmona anunció su último álbum de estudio bajo el nombre de Vuela en 2024, pero no se estrenó debido a su muerte.

## Fallecimiento
El 11 de junio de 2024, en medio de su concierto virtual para su cuenta personal de la plataforma TikTok, Carmona fue asesinado con arma de fuego por dos sicarios en el restaurante Muelle 21, ubicado en el distrito de Independencia. La noticia de su asesinato remeció en los medios de comunicación de su país y en la música peruana. El crimen se dio en el cruce de las calles Aravicus y la avenida Contisuyo en la dicha localidad. Carmona recibió siete disparos y dos proyectiles de bala Calibre 380 en el tórax, extremidades superiores y en la cabeza, provocándolo la muerte a la edad de 33 años, dejando en la orfandad a su hija menor de edad.
Antes de su asesinato, Carmona recibió amenazas de muerte, siendo extorsionado, obligándolo a pagar una suma de dinero, en la que el cantante se negó. Estuvo a punto de morir el 27 de mayo de ese mismo año, mientras estaba dando concierto en el restaurante La Caleta Piurana en el distrito de San Martín de Porres. Según en el portal Latina noticias, también fue amenazado de muerte en 2019 por el mismo caso, siendo entonces integrante de Los Claveles de la Cumbia.
Sus restos fueron velados en el recinto El Huaralino, en compañía de amigos y familiares de Carmona. Por consecuencia del asesinato, el restaurante Muelle 21 fue clausurado temporalmente hasta nuevo aviso. Por otro lado, el padre de Carmona pidió justicia por su muerte.
Según las investigaciones de la Policía Nacional del Perú, se dieron conocer a los asesinos del cantante al cabecilla Miguel Alcides de la Cruz, alias «el Padre» o «Azul», y a Juan Emilio Cárdenas, alias «La Europea», ambos integrantes de la banda criminal El Azul, a través de las cámaras de seguridad del restaurante. Además de ello, se involucra al delincuente alias «El Monstruo», quien secuestro a la empresaria Jackeline Salazar, en el caso.
Anteriormente, los asesinos de Carmona fueron también involucrados en la muerte de «La Charapa», una trabajadora sexual transgénero, por el cobro de cupos, el 15 de febrero de ese año. Ellos estuvieron encargados de amenazar de muerte a sus víctimas si no aceptan pagarlos para evitar problemas. En julio de 2024, de la Cruz y Cárdenas fueron capturados por los agentes de la División de Investigación de Homicidios tras un mes del crimen, por extorsión y asesinato.
El 12 de junio de ese año, Carmona fue enterrado en el Cementerio Parque del Recuerdo de Ancón.

## Discografía

### Álbum de estudio
- 2022: Grandes éxitos

### Sencillos y LP
- 2022: La copa rota
- 2023: No llores corazón
- 2023: Por ella
- 2024: Le hace falta un beso

## Filmografía

### Televisión
- La voz Perú (Latina Televisión, 2023), participante del Equipo Mauricio.